# Rhapsodie en marteau piqueur
Pour plus de détails, voir Fiche technique et Distribution.
Rhapsodie en marteau piqueur (Rhapsody in Rivets) est un film américain réalisé par Friz Freleng, sorti en 1941 et ressorti en tant que cartoon Blue Ribbon en 1946.
Ce cartoon Merrie Melodies.

## Synopsis
Sur un chantier de construction urbain animé, dans un monde d'animaux anthropomorphes, une foule de curieux regarde le contremaître (une caricature du chef d'orchestre Leopold Stokowski) utiliser les plans du bâtiment comme partition et diriger les ouvriers sur l'air du Rhapsodie hongroise n° 2 de Franz Liszt composé d'une symphonie de rivets chauffé à blancs, de marteaux, de scies, de casques, de béton, d'élévateurs, de pioches, de pelles et d'une machine à vapeur, qui forment les instruments de la fabrication de la musique et de la construction de l'immeuble.
Alors que l'horloge approche de 17 heures, l'équipe travaille furieusement et le bâtiment finit par s'élèver très haut dans les nuages. Avec un drapeau planté au sommet et le travail terminé, le contremaître s'incline. Un des ouvriers, en partant, claque la porte derrière lui mais à cause de cela, la construction, qui a été trop rapidement élevé, s'effondre. Le contremaître tente alors d'attaquer l'ouvrier en représailles mais trois briques lui tombent sur la tête pour les trois dernières notes, mettant fin à la musique ainsi qu'au dessin animé.

## Récompenses et distinctions
- Rhapsodie en marteau piqueur a été nommé pour un Oscar du meilleur court métrage d'animation en 1941.

## Disponibilité
- La Collection Platinum des Looney Tunes : Volume 3, disque 2
- DVD : Looney Tunes : Chefs-d'œuvre musicaux (2015)